# Gare de l'aéroport de Haneda Terminal 3
La gare de l'aéroport de Haneda Terminal 3 (羽田空港第3ターミナル駅, Haneda-kūkō dai-san tāminaru eki) est une gare ferroviaire située dans l'arrondissement d'Ōta, à Tokyo au Japon. Elle dessert le terminal 3 de l'aéroport de Haneda. La gare est gérée par les compagnies Keikyū et Tokyo Monorail.
Il existe une autre gare dans l'aéroport : la gare de l'aéroport de Haneda Terminal 1·2.

## Situation ferroviaire
La gare de l'aéroport de Haneda Terminal 3 est située au point kilométrique (PK) 4,5 de la ligne Keikyū Aéroport et au PK 14,0 de la ligne du monorail de Tokyo.

## Histoire
La gare a été inaugurée le 21 octobre 2010 sous le nom de Aéroport de Haneda Terminal International, écrit en japonais 羽田空港国際線ビル駅 (Haneda-kūkō kokusaisen biru eki) pour le monorail de Tokyo et 羽田空港国際線ターミナル駅 (Haneda-kūkō kokusaisen tāminaru eki) pour la gare Keikyū. Le 14 mars 2020, la gare prend son nom actuel, devenu le même pour les deux compagnies,.

## Services aux voyageurs

### Accès et accueil
La gare Keikyū est située en souterrain et la station du monorail est surélevée à l'extérieur.

### Desserte

#### Keikyū
- Ligne Keikyū Aéroport :

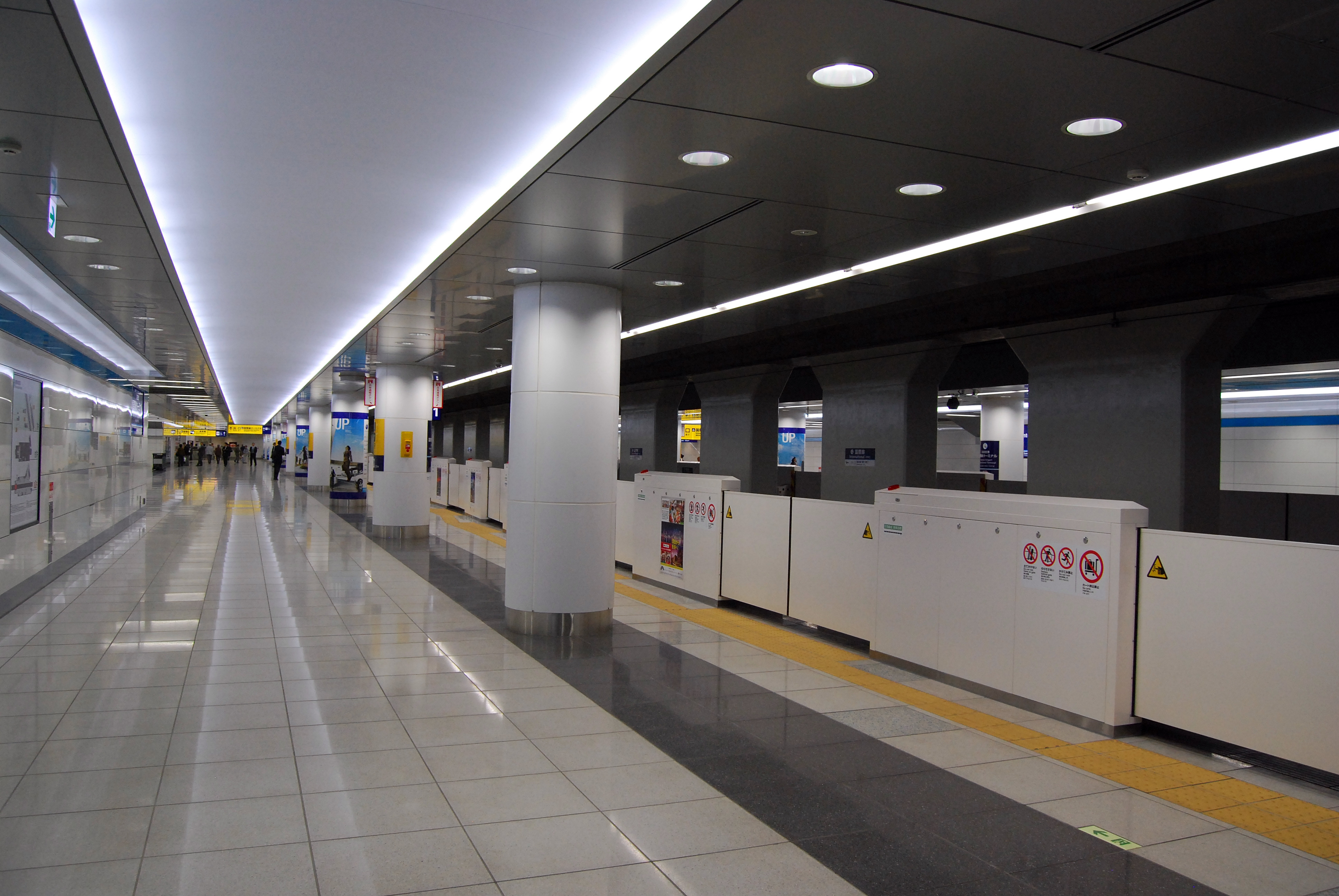
Quais de la gare Keikyū

  - voie 1 direction Aéroport de Haneda Terminal 1·2
  - voie 2 : direction Keikyū Kamata, Shinagawa, Yokohama, Oshiage, Aoto et Aéroport de Narita

#### Monorail de Tokyo
- voie 1 : direction Aéroport de Haneda Terminal 2
- voie 2 : direction Hamamatsuchō